# ソコ G-2
ソコ G-2 ガレブ
ソコ G-2A ガレブ
- 用途：練習機、軽攻撃機、偵察機
- 製造者：SOKO（セルビア語版、クロアチア語版、英語版）
- 運用者：ユーゴスラビア社会主義連邦共和国空軍、リビア空軍
- 初飛行：1961年5月
- 生産数：248機
- 生産開始：1964年
- 派生型：J-21 ヤストレブ（英語版）

ソコ G-2 ガレブ（SOKO G-2 Galeb、セルビア・クロアチア語でカモメの意）は、ユーゴスラビアで開発された複座単発のジェット練習機。COIN機、軽攻撃機、偵察機としても使用された。

## 設計と開発
ユーゴスラビアの航空技術研究所（Vazduhoplovno Tehnicki Institut：VTI）は1957年に「ガレブ」という名称の機体の設計作業を開始した。ガレブは翼端増槽を装着した直線翼、フォーランド製タイプ1-B軽量射出座席、横開き式のキャノピー、小型爆弾とロケット弾を懸架するための主翼下のハードポイントを備えている。試作機ガレブ 1の初飛行は（Ljubomir Zekavica）大尉の操縦で1961年7月31日に行われた。ガレブ 1が胴体内に3つのゴム製燃料タンクを有している一方でガレブ 2は230米ガロンの2つの胴体内燃料タンクと各51米ガロン入りの翼端増槽を備えていた。実寸大の木製モックアップが製作された後直ぐに2番目の試作機ガレブ 2が製造され、G-2という型式名が確定した。
飛行テストの最中に外部装備無しのクリーン状態、無塗装の機体表面を磨きあげた状態で最高速度812 km/h (440 kt) / 6,200 m (20,100 ft)を達成し、緩降下中の最高降下速度はマッハ0.81に達した。
非与圧式コックピットのため実用巡航高度は7,000 (22,800 ft) から 9,000 m (29,000 ft) であり、与圧式を採用すると全ての関連部品を輸入に頼ることになるためコストが15%上昇するはずであった。空軍は未舗装滑走路から運用できる副次的な攻撃能力を持つ練習機を必要としており、このような要求仕様は知られてはいないが設計技師はこの機体の降着装置に航空母艦に着艦できる程の十分な強度を持たせていた。
下手な着陸を許容できる安全な練習機の必要性から主脚は胴体内ではなく翼内に引き込まれる構造により主翼は重い直線翼となっていた。これにより飛行特性は着陸時に失速し難いものとなったが、音速飛行の妨げになった。ガレブは主にユーゴスラビアの空軍学校で使用され、1985年に生産は終了した。
1964年に生産が始まったガレブは、ユーゴスラビアで初めて量産された国産ジェット機（同国初の国産ジェット機は1952年のイカルス 451Mであったが、これは量産されなかった）となり、ソコ 522に続きモスタルのソコ社で製作された2機種目の機体であった。最初の量産型のG-2Aは1965年7月30日にユーゴスラビア社会主義連邦共和国空軍に登録され就役し、最後の1機は1981年1月6日に納入された。G-2Aはユーゴスラビア軍ではN-60という名称で呼ばれていた。リビア向けの改良型輸出仕様機の生産は1983年半ばまで続けられていた。ソコ社は総計248機のガレブを生産し、その内132機がユーゴスラビア空軍で使用された。
派生機として、単座化した対地攻撃機J-21ヤストレブがある。

## 運用の歴史
ライセンス生産したロールス・ロイス ヴァイパー Mk 22-6 ターボジェットエンジンを搭載したユーゴスラビア空軍向けの標準仕様は主にVVA（空軍士官学校）の士官候補生の戦闘訓練に使用されたため、大部分はVVA部隊に配備された。
本機の操縦は非常に安易で許容度も高く、整備も簡単であったため訓練生と整備士から好まれた。通常の機体は5,000時間の飛行時間を記録（ユーゴスラビア航空博物館のG-2 ガレブは飛行記録によると6,200時間を記録）した。輸出仕様のG2-AEは1974年遅くから生産が始まり、リビアとザンビア向けに製造された。

### バルカン
ボスニア・ヘルツェゴビナ紛争においてユーゴスラビア空軍の第105戦闘爆撃連隊によりG-2Aは広範囲に使用された。

### 第1次コンゴ紛争
幾つかの報告によるとフランスとユーゴスラビアは第1次コンゴ紛争の期間中にモブツ政権を支援していた。ユーゴスラビアが4機のMiG-21と共に3機のJ-21と1機のG-2を供給することを合意し、その一方でウクライナからは3機のMi-24が購入された。これら全機はバドリテを拠点とし、主にセルビア人の傭兵により運用された。
1997年遅くにザイールに到着してからこれらの機体がどのように使用されたかということや各機体に何が起こったかということはごく少数の機体を除いて知られていない。MiG-21は組み立てキットとして到着し、バドリテでロシア人とウクライナ人整備士の手で組み立てられた。1997年3月27日にMi-24の内1機が動力系統に被弾、墜落し乗員3名と搭乗者4名が死亡した。少なくとも1機のJ-21の運命は悲惨なもので、1997年某日にTurcinovicという名のセルビア人傭兵がバドリテで超低空を航過中に主翼を電柱に引っ掛けて墜落した。機体の残骸は、パレード中の若い兵士の隊列の真上に落ちて数十人の命を奪った。Turcinovicは酷いアルコール使用障害であったらしい。

### 2011年のリビア内戦
2011年リビア内戦において、武装練習機としてリビア空軍に採用されたG-2が、新政府軍及び旧カダフィ軍双方の航空部隊で使用された。

### 人気のウォーバード
ユーゴスラビア紛争以前に少なくとも１ダースのガレブが米国のウォーバード（軍用機）業者により買い取られ、数機は現在でも民間機として登録されている。その他インドネシア、セルビア、ニュージーランド、スロベニアにも所有者がいる。

## 派生型
- G-2A ガレブ：複座基本/高等ジェット練習機、軽攻撃機
- G-2A-E：リビアとザンビア向けの複座輸出仕様
- G-3 ガレブ 3：J-21 ヤストレブ搭載のBMB製ロールス・ロイス ヴァイパー Mk 531 ターボジェットエンジンを搭載した輸出仕様の試作機。コックピットを近代化、翼端増槽にカメラを搭載、兵装搭載量は倍増。JATO（離陸距離短縮のため）とその他の改良。
- G-2Š：戦争後のユーゴスラビア連邦共和国空軍の戦闘用航空機の削減の結果、武装を外された1990年代G-2Aの練習機版。

## 運用

### 現在の運用
リビア
- リビア空軍 - 116機

 セルビア
- 技術テストセンターで1機のG-2を運用

民間
- ジョン・トラボルタ - プライベートジェットとして1機を運用。

### 過去の運用
ユーゴスラビア
- ユーゴスラビア社会主義連邦共和国空軍

 クロアチア
- クロアチア空軍及び防空軍 - クライナ・セルビア人共和国空軍から1機のG-2を鹵獲

 ザイール
- フランス＝ユーゴスラビア援助の1部として1997年に1機がモブツ政権へ供給[3].

 ザンビア
- ザンビア空軍 - 現在はMB-326を使用。

 インドネシア
- 国産航空機N-250（アジア通貨危機で中止）のチェイサーとしてIndonesian Aerospace社が1機運用。

## 要目

ソコ G-2A ガレブ

(G-2A) Jane's All The World's Aircraft 1982–83 より
- 乗員：2名
- 全長：10.34 m (33 ft 11 in)
- 全幅：11.62 m [4] (38 ft 1½ in)
- 全高：3.28 m (10 ft 9 in)
- 翼面積：19.43 m² (209.1 ft²)
- 翼面荷重：276.4 kg/m² (56.60 lb/sq ft)
- 空虚重量：2,620 kg (5,775 lb)
- 運用重量：3,374 kg (7,438 lb) (clean aerobatic trainer)
- 最大離陸重量：4,300 kg (9,480 lb) (strike mission)
- エンジン：1 × DMB（ロールス・ロイス/ブリストル・シドレーからライセンス供与）製ロールス・ロイス ヴァイパー ASV.11 Mk 22-6 ターボジェット、11.12 kN (2,500 lbf)
  - 内部搭載燃料：780 kg (1,720 lb)
- 外部搭載燃料：翼端増槽に最大 340 kg (750 lb)
- 最大速度：812 km/h (438 knots, 505 mph) at 6,200 m (20,350 ft)
- 巡航速度：730 km/h (393 knots, 453 mph at) at 6,000 m (19,700 ft)
- 失速速度：158 km/h (85 knots, 98 mph)（フラップとエアブレーキ使用で）
- 航続距離：1,240 km (669 nmi, 770 mi)
- 巡航高度：12,000 m (39,375 ft)
- 上昇率：22.8 m/s (4,500 ft/min)

- 武装：
  - 機銃：2 × 12.7 mm (.50 in) 機関銃（機首）
  - ハードポイント：4箇所　合計 300 kg (660 lb)